# Энрике де Арагон-и-Пиментель
Энрике де Арагон-и-Пиментель, известный как инфант Фортуна (исп. Enrique de Aragón y Pimentel; 25 июля 1445, Калатаюд — 2 июля 1522, Кастельон-де-Ампурьяс) — испанский аристократ, граф да Ампурьяс (1458—1522) и сеньор де Сегорбе (1458—1469), 1-й герцог де Сегорбе (1469—1489), вице-король Каталонии (1479—1493).

## Биография
Родился 25 июля 1445 года в Калатаюде. Единственный и посмертный сын инфанта Энрике Арагонского, герцога де Вильена (1400—1445) и его второй жены, Беатрисы де Пиментель (1416—1490), дочери Родриго Алонсо де Пиментеля (ум. 1440), 2-го графа Бенавенте, и Леонор Энрикес де Мендосы, дочери Альфонсо Энрикеса, адмирала Кастилии (1354—1429).

## Должности и титулы
После смерти своего отца в 1445 году его дядя, король Альфонсо V Арагонский, стал регентом графства Ампурьяс. Энрике не мог получить доступ к управлению графством до смерти своего дяди в 1458 году, когда он получил титулы графа де Ампурьяс и сеньора де Сегорбе.
В 1469 году сеньория де Сегорбе была возведена в ранг герцогства. В 1489 году Энрике де Арагон и Пиментель передал титул герцога де Сегорбе своему второму сыну Альфонсо.
Когда его двоюродный брат Фердинанд II в 1479 году был провозглашен королем Арагона, Энрике де Арагон и Пиментель был назначен вице-королем Каталонии.
Скончался 2 июля 1522 года в Кастельон-де-Ампурьяс. Был похоронен в монастыре Поблет.

## Брак и дети
В 1488 году Энрике де Арагон и Пиментель женился на Гийомар Португальской (1468—1516), дочери Альфонсо де Браганса, 1-го графа де Фаро (1441—1483), и Марии де Нороньи и Соуза, 2-й графини де Одемира, сестре Фадрике Португальского (1465—1539), советника короля Испании Карла I Габсбурга и будущего вице-короля Каталонии. В браке у них родилось трое детей:
- Хуан де Арагон (1488—1490)
- Альфонсо де Арагон и Португаль (1489—1562), граф де Ампурьяс (с 1522 года) и 2-й герцог де Сегорбе (с 1489 года)
- Изабелла де Арагон и Пиментель (1491—?), муж с 1513 года Иньиго Лопес де Мендоса и Пиментель, 6-й герцог дель Инфантадо (1493—1566).